# ゼップ・マイヤー
ゼップ・マイヤー（Sepp Maier, 1944年2月28日 - ）は、ドイツ・メッテン出身の元サッカー選手、サッカー指導者。選手時代のポジションはゴールキーパー。2019年6月マヌエル・ノイアーにユーロ2020予選のエストニア戦で更新されるまでドイツ代表最多クリーンシート記録を保持していた。

## 人物
明るい性格で人格者としても知られる。

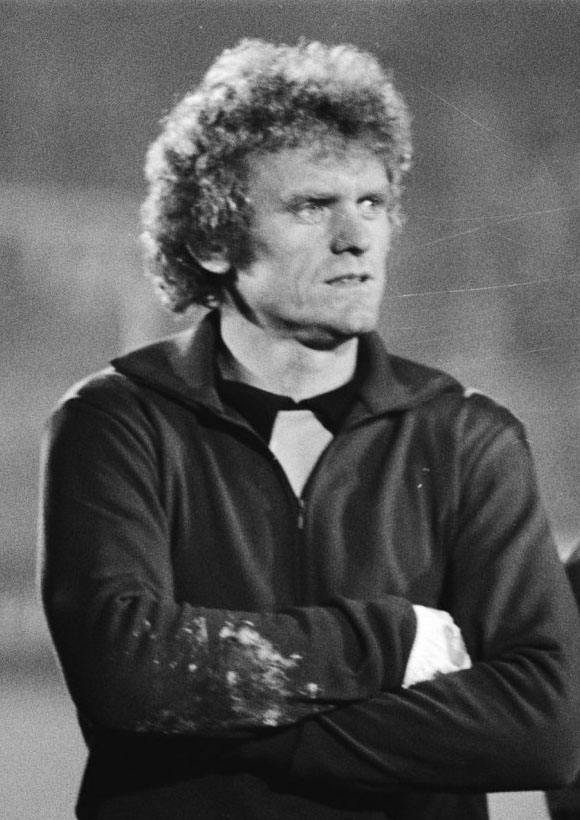
現役時代（1978年）

1966年5月6日に西ドイツ代表デビューを飾り、1974年のワールドカップ西ドイツ大会では全7試合に出場し地元西ドイツの優勝に貢献する等、1979年に退くまで95試合に出場した、この記録はノイアーに抜かれるまでドイツ代表史上最多であった。またクラブレベルにおいては、UEFAチャンピオンズカップでバイエルン･ミュンヘン3連覇の原動力となり、ドイツサッカー界の一時代を築いた。1975年のバロンドール投票では自己最高の5位を記録した。
交通事故による負傷のため1979年に現役を引退。その後はバイエルン・ミュンヘン、西ドイツ代表、そしてドイツ代表のGKコーチを兼任で長く務めた。しかし2004年に代表監督に就任したユルゲン・クリンスマンが同年秋にアンドレアス・ケプケをドイツ代表GKコーチとして迎えた事で、その職務を退いた。なおバイエルン・ミュンヘンのGKコーチは2008年6月に引退した。

## 獲得タイトル

### 選手時代
- 1974 FIFAワールドカップ優勝
- 1970 FIFAワールドカップ3位
- UEFA欧州選手権1972優勝
- UEFA欧州選手権1976準優勝
- UEFAチャンピオンズカップ優勝3回 （1974,1975,1976）
- インターコンチネンタルカップ優勝1回　（1976）
- UEFAカップウィナーズカップ優勝1回　（1967）
- ブンデスリーガ優勝　4回（1969,1972,1973,1974）
- DFBポカール優勝　4回（1966,1967,1969,1971）
- IFFH選定20世紀世界最優秀GK 5位 (1999)
- 20世紀の偉大なサッカー選手100人　84位（ワールドサッカー誌選出　1999）
- ドイツ年間最優秀選手賞　3回（1975,1977,1978）

### 指導者時代
- 1990 FIFAワールドカップ優勝
- 2002 FIFAワールドカップ準優勝
- UEFA欧州選手権1996優勝
- UEFA欧州選手権1992準優勝
- UEFAチャンピオンズリーグ優勝1回 （2001）
- UEFAチャンピオンズリーグ準優勝1回 （1999）
- UEFAカップ優勝1回 （1996）
- トヨタカップ優勝1回　（2001）
- ブンデスリーガ優勝　8回（1987、1997,1999,2000,2001,2003,2005,2006）
- DFBポカール優勝　5回（1998,2000,2003,2005,2006）